# 美雌醇
美雌醇（或称为炔雌醇甲醚，商品名有Enovid、Norinyl、Ortho-Novum等），分子式C21H26O2，是一种雌激素药物，代謝產物为炔雌醇，作为复合口服避孕药和月经失调的激素替代療法药物。